# Agonum punctiforme
Agonum punctiforme es una especie de escarabajo del género Agonum, familia Carabidae. Fue descrita científicamente por Say en 1823.
Esta especie se encuentra en América del Norte.